# مولاي أوركا (أقصري)
مولاي أوركا هي إحدى مشيخات المملكة المغربية، تتبع جغرافيا لعمالة أكادير إدا وتنان وإداريًا لأقصري. يقدر عدد سكانها بـ 844 نسمة حسب الإحصاء الرسمي للسكان والسكنى لسنة 2004.